# Gondos Bocsok: Oldd fel a varázslatot!
A Gondos Bocsok: Oldd Fel a varázslatot! (eredeti cím: Care Bears: Unlock the Magic) 2019-től vetített amerikai–kanadai számítógépes animációs kalandsorozat, amelyet Murray Bain és Jay Silver rendezett. A Gondos Bocsok hatodik sorozata és a Gondos Bocsok és az Unokatesók folytatása.
Amerikában a Boomerang 2019. február 1-jén mutatta be. Magyarországon eredetileg 2022. szeptember 12-én a Boomerangon akarták bemutatni. Végül a sorozatot nem, de a hat különkiadást a Cartoonito 2024. július 1-jén mutatta be.

## Ismertető
Szerencse bocs, Móka bocs, Vidám bocs, Morgó bocs és Osztozó bocs egy új kalandra indulnak az Ezüst Bélésen keresztül, egy különös világban, amely a Whiffles szomszédságában van, akik egy csoport ártatlanul boldog lények. A Gondos Bocsok gondoskodást és megosztást terjesztenek az egész országban, miközben megtanulnak a barátságukra, bátorságukra támaszkodni.

## Szereplők

### Főszereplők
| Szereplő       | Eredeti hang                                         | Magyar hang           | Leírás |
| -------------- | ---------------------------------------------------- | --------------------- | --- |
| Vidám bocs     | Debi Derryberry                                      | Haffner Anikó         | A csoport vezetője, pilóta. Pozitívan gondolkodik, és mindig készen áll a kihívásokra. |
| Robbie         | Debi Derryberry                                      | Moser Károly          | Bluster asszisztense. |
| Morgó bocs     | Nick Shakoour (sorozat) Justin Michael (különkiadás) | Gubányi György István | A csapat szerelője. Komolytalan és okoskodó, de mélyen legbelül jószívű. |
| Móka bocs      | Justin Michael                                       | Szalay Csongor        | Másodpilóta. Optimista. |
| Malcom         | Justin Michael                                       |                       | A Rossz Csapat tagja, aki arról álmodik, hogy átveszi Bluster vezetését. |
| Osztozó bocs   | Brenna Larsen                                        | Mezei Kitty           | A csapat kommunikátora. Beszélget az állatokkal, szeret sütni, és szeret mindenkivel kapcsolatot teremteni.                                                                                          |
| Dibli          | Brenna Larsen                                        | Hermann Lilla         | A csapat háziállata és társa. Szavakkal, gügyögéssel és hangokkal kommunikál. Noha nehéz megérteni, hogy mit mond, nyilvánvaló, hogy mit érez. Lelkes, mint egy kiskutya és kíváncsi, mint egy cica. |
| Szerencse bocs | Patrick Pedraza                                      | Baráth István         | A küldetés navigátora. Minden feladathoz elszántan áll hozzá, és elhatározza, hogy szerencse nélkül, egyedül is sikerrel jár.                                                                        |
| Bluster        | Jason LaShea                                         | Szabó Andor           | A Galádok egoista, idegesítő, önimádó vezetője. Kamaszos csínytevő és menthetetlenül rosszindulatú.                                                                                                  |
| Bob            | Nem szólal meg                                       | Nem szólal meg        | Nagy 1 szemű Galádok tag. |

### Mellékszereplők
| Szereplő          | Eredeti hang                                       | Magyar hang     | Leírás                                                                                                   |
| ----------------- | -------------------------------------------------- | --------------- | --- |
| Gyengédszívű bocs | Nick Shakoour (sorozat) Jason LaShea (különkiadás) | Bor László      | A Gondviselés tornyán keresztül távolról támogatja a legénységet. Kedves, bölcs és atyai.                |
| Kíván bocs        | Valarie Rae Miller                                 | Mohácsi Nóra    | A küldetés "anyja". Gyakorlatias, támogató és bölcsességgel teli.                                        |
| Álmodozó bocs     | Harry Chaskin                                      | Kisfalusi Lehel | Éjszakai őr. Éjszakai bagoly, aki imád könyveket olvasni, és ő lelkes tudós és a csapat "keresőmotorja". |
| A Whiffle-ek      | Brenna Larsen Patrick Pedraza                      |                 | Varázslatos lények, akik az Ezüstbélés szolgálatában állnak. Dibble egyike ezeknek a lényeknek.          |
| Együttlét bocs    | Debi Derryberry                                    | Szabó Luca      | A Gondos Bocsok tagja.                                                                                   |

### Magyar változat
- Főcím: Zahorán Adrienne, Schmidt Andrea
- Magyar szöveg: Berkes Dóra
- Szinkronrendező: Sánta Annamária

A szinkront az Iyuno Hungary készítette.

## Epizódok

### 1. évad (2019-2020)
| #   | #   | Eredeti cím                           | Magyar cím             | Rendező     | Író            | Eredeti premier     | Magyar premier         |
| --- | --- | ------------------------------------- | ---------------------- | ----------- | -------------- | ------------------- | ---------------------- |
| 1.  | 1.  | The Beginning                         | Nem került bemutatásra | Murray Bain | Karl Geurs     | 2019. január 28.    | Nem került bemutatásra |
| 2.  | 2.  | A Patch of Perturbed Petunias         | Nem került bemutatásra | Murray Bain | Karl Geurs     | 2019. február 1.    | Nem került bemutatásra |
| 3.  | 3.  | Nobody's Perfect                      | Nem került bemutatásra | Murray Bain | Carter Crocker | 2019. február 1.    | Nem került bemutatásra |
| 4.  | 4.  | A Yoorg Awakening                     | Nem került bemutatásra | Murray Bain | Dev Ross       | 2019. február 1.    | Nem került bemutatásra |
| 5.  | 5.  | Rain, Rain, Go Away                   | Nem került bemutatásra | Murray Bain | Karl Geurs     | 2019. február 1.    | Nem került bemutatásra |
| 6.  | 6.  | Waffle Cones for Whiffles             | Nem került bemutatásra | Murray Bain | Carter Crocker | 2019. február 1.    | Nem került bemutatásra |
| 7.  | 7.  | The Big Whifflesnooze                 | Nem került bemutatásra | Murray Bain | Dev Ross       | 2019. február 1.    | Nem került bemutatásra |
| 8.  | 8.  | Mixed Signals                         | Nem került bemutatásra | Murray Bain | Karl Geurs     | 2019. február 1.    | Nem került bemutatásra |
| 9.  | 9.  | Funshine's Un-Fun Day                 | Nem került bemutatásra | Murray Bain | Carter Crocker | 2019. február 1.    | Nem került bemutatásra |
| 10. | 10. | Festival of Hearts                    | Nem került bemutatásra | Murray Bain | Denise Downer  | 2019. február 1.    | Nem került bemutatásra |
| 11. | 11. | The Great Giggle                      | Nem került bemutatásra | Murray Bain | Carter Crocker | 2019. február 28.   | Nem került bemutatásra |
| 12. | 12. | A Care Bears Easter                   | Nem került bemutatásra | Murray Bain | Carter Crocker | 2019. március 28.   | Nem került bemutatásra |
| 13. | 13. | If It's Broke, Fix It                 | Nem került bemutatásra | Murray Bain | Carter Crocker | 2019. május 2.      | Nem került bemutatásra |
| 14. | 14. | The Grumpy Effect                     | Nem került bemutatásra | Murray Bain | Don Gillies    | 2019. május 2.      | Nem került bemutatásra |
| 15. | 15. | Things That Go Plunk                  | Nem került bemutatásra | Murray Bain | Denise Downer  | 2019. május 2.      | Nem került bemutatásra |
| 16. | 16. | On the Trail of the Cloud Bouncer     | Nem került bemutatásra | Murray Bain | Don Gillies    | 2019. május 2.      | Nem került bemutatásra |
| 17. | 17. | Riffle the Whiffle                    | Nem került bemutatásra | Murray Bain | Carter Crocker | 2019. május 2.      | Nem került bemutatásra |
| 18. | 18. | A Wish-full Reunion                   | Nem került bemutatásra | Murray Bain | Dev Ross       | 2019. május 2.      | Nem került bemutatásra |
| 19. | 19. | The Big Rumble                        | Nem került bemutatásra | Murray Bain | Don Gillies    | 2019. május 2.      | Nem került bemutatásra |
| 20. | 20. | Three Cheers for Cheer!               | Nem került bemutatásra | Murray Bain | Denise Downer  | 2019. május 2.      | Nem került bemutatásra |
| 21. | 21. | The Badge of Courage                  | Nem került bemutatásra | Jay Silver  | Phil Harnage   | 2019. május 2.      | Nem került bemutatásra |
| 22. | 22. | One Wise Bear                         | Nem került bemutatásra | Jay Silver  | Carter Crocker | 2019. május 30.     | Nem került bemutatásra |
| 23. | 23. | Neon Beach Party                      | Nem került bemutatásra | Murray Bain | Karl Geurs     | 2019. június 27.    | Nem került bemutatásra |
| 24. | 24. | The Birthday That Wasn't              | Nem került bemutatásra | Murray Bain | Dev Ross       | 2019. augusztus 1.  | Nem került bemutatásra |
| 25. | 25. | Share Your Care                       | Nem került bemutatásra | Jay Silver  | Dev Ross       | 2019. szeptember 5. | Nem került bemutatásra |
| 26. | 26. | Monsterplant                          | Nem került bemutatásra | Jay Silver  | Phil Harnage   | 2019. október 26.   | Nem került bemutatásra |
| 27. | 27. | Snow-verload                          | Nem került bemutatásra | Jay Silver  | Karl Geurs     | 2019. december 2.   | Nem került bemutatásra |
| 28. | 28. | The Return of the Gnomes              | Nem került bemutatásra | Murray Bain | Denise Downer  | 2020. május 1.      | Nem került bemutatásra |
| 29. | 29. | Power Outage                          | Nem került bemutatásra | Jay Silver  | Phil Harnage   | 2020. május 1.      | Nem került bemutatásra |
| 30. | 30. | Where Oh Where Has Our Funshine Gone? | Nem került bemutatásra | Jay Silver  | Dev Ross       | 2020. május 1.      | Nem került bemutatásra |
| 31. | 31. | Dibble's Dust-Up                      | Nem került bemutatásra | Jay Silver  | Dev Ross       | 2020. szeptember 3. | Nem került bemutatásra |
| 32. | 32. | Hide and Sneak                        | Nem került bemutatásra | Jay Silver  | Don Gillies    | 2020. szeptember 3. | Nem került bemutatásra |
| 33. | 33. | The Light in the Forest               | Nem került bemutatásra | Jay Silver  | Carter Crocker | 2020. szeptember 3. | Nem került bemutatásra |
| 34. | 34. | Water, Water Everywhere               | Nem került bemutatásra | Jay Silver  | Denise Downer  | 2020. szeptember 3. | Nem került bemutatásra |
| 35. | 35. | The Ultimate Bad Seed                 | Nem került bemutatásra | Jay Silver  | Don Gillies    | 2020. szeptember 3. | Nem került bemutatásra |
| 36. | 36. | Rise and Funshine!                    | Nem került bemutatásra | Jay Silver  | Dev Ross       | 2020. szeptember 3. | Nem került bemutatásra |
| 37. | 37. | Road Trip                             | Nem került bemutatásra | Jay Silver  | Carter Crocker | 2020. szeptember 3. | Nem került bemutatásra |
| 38. | 38. | The Incredible Shrinking Bears        | Nem került bemutatásra | Jay Silver  | Phil Harnage   | 2020. szeptember 3. | Nem került bemutatásra |
| 39. | 39. | Finders Keepers                       | Nem került bemutatásra | Jay Silver  | Don Gillies    | 2020. szeptember 3. | Nem került bemutatásra |
| 40. | 40. | Sorry Not Sorry                       | Nem került bemutatásra | Jay Silver  | Dev Ross       | 2020. szeptember 3. | Nem került bemutatásra |
| 41. | 41. | Plunk to the Rescue                   | Nem került bemutatásra | Jay Silver  | Denise Downer  | 2020. december 1.   | Nem került bemutatásra |
| 42. | 42. | Once Upon a Rainbow                   | Nem került bemutatásra | Jay Silver  | Carter Crocker | 2020. december 1.   | Nem került bemutatásra |
| 43. | 43. | After the Klatternack!                | Nem került bemutatásra | Jay Silver  | Don Gillies    | 2020. december 1.   | Nem került bemutatásra |
| 44. | 44. | Let the Fun Shine                     | Nem került bemutatásra | Jay Silver  | Dev Ross       | 2020. december 1.   | Nem került bemutatásra |
| 45. | 45. | Valley of the Shamrocks               | Nem került bemutatásra | Jay Silver  | Denise Downer  | 2020. december 1.   | Nem került bemutatásra |
| 46. | 46. | Some Luck                             | Nem került bemutatásra | Jay Silver  | Carter Crocker | 2020. december 1.   | Nem került bemutatásra |
| 47. | 47. | Out of the Cheer Zone                 | Nem került bemutatásra | Jay Silver  | Dev Ross       | 2020. december 1.   | Nem került bemutatásra |
| 48. | 48. | The Last Laugh                        | Nem került bemutatásra | Jay Silver  | Don Gillies    | 2020. december 1.   | Nem került bemutatásra |
| 49. | 49. | Say What?                             | Nem került bemutatásra | Jay Silver  | Denise Downer  | 2020. december 1.   | Nem került bemutatásra |

### Különkiadás (2024)
| #  | #  | Eredeti cím                         | Magyar cím                   | Rendező           | Író              | Eredeti premier     | Magyar premier  |
| -- | -- | ----------------------------------- | ---------------------------- | ----------------- | ---------------- | ------------------- | --------------- |
| 1. | 1. | The Quest for the Rainbow Stone     | Kutatás a Szivárvány-kő után | Ian Freedman      | Thomas Krajewski | 2024. február 2.    | 2024. július 1. |
| 2. | 2. | Grumpy's Ginormous Adventure        | Morgó gigantikus kalandja    | Trevor Schellinck | Thomas Krajewski | 2024. március 8.    | 2024. július 2. |
| 3. | 3. | The Star of a Thousand Wishes       | Ezer kívánság                | Ian Freedman      | Thomas Krajewski | 2024. július 5.     | 2024. július 3. |
| 4. | 4. | The Bad Crowd Strikes Back!         | A Galádok visszavágnak       | Ian Freedman      | Thomas Krajewski | 2024. szeptember 1. | 2024. július 5. |
| 5. | 5. | The Mystery of the Snickering Ghost | A vihogó szellem rejtélye    | Trevor Schellinck | Thomas Krajewski | 2024. október 4.    | 2024. július 4. |
| 6. | 6. | The No Heart Games                  | Szívtelen játéka             | Trevor Schellinck | Thomas Krajewski | 2024. november 1.   | 2024. július 6. |